# Рудак Марія Андріївна
Марія Андріївна Рудак (нар. 10 січня 1951, Іванопіль, Житомирська обл.) — українська письменниця, громадський діяч, член Національної спілки журналістів України, голова Міжнародного поетичного братства імені Юрка Гудзя. Нагороджена медаллю «За любов та жертовність до України» у 2015 році від Української православної церкви Київського патріархату.

## Біографія
Народилася в смт Іванопіль Чуднівського району Житомирської області 10 січня 1953 року в сім'ї робітника цукрозаводу. Закінчила восьмирічну школу в Іванополі, потім навчалась у Житомирському професійно-технічному училищі № 9, опановуючи професію ткалі-жакардистки (1968—1970). Була активною учасницею ансамблю «Льоноцвіт» цього закладу.
Працювала нянею в дитячому садочку № 44 міста Житомира (Житомирський дошкільний навчальний заклад № 44) (1953). Набувала будівельного досвіду на будівництві заводів у місті Житомирі, опанувала будівельні професії: такелажниці, малярки-тинькувальниці, бетонниці; а також попрацювала у відділі кадрів, нормувальницею в БМУ (будівельно-монтажному управлінні) тресту «Промбуд-2» (1973—1989). У цей життєвий відрізок часу Марія Рудак спромоглась закінчити вечірню середню школу № 2 та набути технічного фаху в Житомирському будівельному технікумі 1986. Разом із чоловіком півроку працювала на будівництві морського порту Аден в Єменській Арабській Республіці (1989).
Після повернення на Житомирщину Марія Рудак не мала можливості влаштуватися на роботу, бо у складні часи ідейного краху та розпаду Союзу Радянських Соціалістичних Республік зазнає занепаду БМУ тресту «Промбуд-2» і через деякий час самоліквідовується. Матеріальні нестатки спонукають її до рішучого вчинку — їхати працювати в Італію (2002—2004), залишивши на чоловіка трьох своїх дітей.
У центрі української діаспори міста Брешії заснувала літературний гурток «Подорожник», бо саме у цей час вона почала писати поезії. Серце боліло за родину, яка зосталася на Україні. Марія Рудак свої схвильовано-емоційні листи із свого зошита публікувала у християнському часописі українців в Італії «До Світла». У 2003 році була запрошена до Риму на свято матері при [базиліці святої Софії, де відбулись авторські читання під час першого Форуму українців Італії «Збережімо українську родину».
Працювала бібліотекарем у Ліцеї № 25 міста Житомира з 2008 по 2011 рік, в якому через три роки стала керувати літературно-поетичним гуртком «Молода надія». ЇЇ гуртківці неодноразово отримували призові місця як в обласних, так і у Всеукраїнських конкурсах.

## Літературна творчість
Стала переможцем літературно-поетичного конкурсу «Рідна мати моя», що проводився газетою «Віче» у 1997 році.
Вона друкувалась у журналах «Педагогічна Житомирщина», «Світло спілкування», «Житомирщина», «Інтерес», «Літературна Україна», альманахі «Просто на Покрову». У 2005 році стала членом в Національної спілки журналістів України.
Переможець «Уроку прози» зі званням «Доктор» (2012, 2019) та учасник «Поетичного марафону» Всеукраїнського літературно-мистецького свята «Просто на Покрову» з 2008 по 2019 рік у місті Коростень Коростенського району Житомирської області, де була нагороджена грамотами за участь у святі та любов до рідного краю. Переможець в конкурсі авторського читання-огляду художньої самодіяльності працівників освіти м. Житомира, присвяченому 20-річчю Незалежності України «З любов'ю в серці» (2013).
У 2011 році вийшла її поетична збірка «Рай-дерево», а у 2013 році гумористична прозова збірка «П'яні кози», що побачили світ у видавництві ПП «Рута».
Учасниця обласного конкурсу поетів-аматорів «Апостроф» у 2017 році.
У 2017 році видана прозово-поетична збірка «Страньєрка», яка була видана у рамках Програми інформаційної діяльності обласної державної адміністрації та розвитку інформаційного простору області на 2016-2018 роки. «Страньєрка» — це історія не лише авторки, а й багатьох заробітчанок України, які на початку 2000-х потрапили до Італії. Написана від душі й з великим болем.
Була членкинею Житомирської обласної літературно-мистецької студії імені Михайла Клименка з 2002 по 2014 рік.
Постійно відвідувала заходи членів молодіжної громадської організації "Мистецької гільдії «Неабищо», починаючи з 2002 року. Була учасницею Першого Житомирського Конгресу Літературних Угруповань, головною метою якого стало виокреслення перспектив розвитку письменницької справи, а також гуртування небайдужих до культурного розвитку міста Житомира у 2014 році.
З 2004 року Марія Рудак активно співпрацює з навчальними закладами міста. Проводить творчі зустрічі з читачами Житомирська обласна бібліотека для дітей Житомирської обласної ради, читачами Комунального закладу «Централізована бібліотечна система» Житомирської міської ради, відвідувачами Житомирської обласної універсальної наукової бібліотеки імені Олега Ольжича Житомирської обласної ради.

## Громадська діяльність
Від 1995 року співпрацює з благодійним фондом «Ангели добра України» та ЖМДГО «Все робимо самі». Долучалась до багатьох святкових заходів та благодійних творчих вечорів, які вони проводили. Серед них творчий вечір Марії Рудак з Героєм України, народною артисткою України Матвієнко Ніною Митрофанівною у місті Житомирі та українською співачкою Валевською Наталією Олександрівною у місті Бердичів на підтримку Всеукраїнського телепроєкту — пісенно-танцювального марафону «Твій час» із метою підтримки обдарованих вихованців з інтернатних закладів, який відбувся у 2013 році.
У 2005 році очолила Міжнародне поетичне братство імені Юрка Гудзя. Цьогоріч був створений у Немильнянській загальноосвітній школі І-ІІ ступенів музей-кімната Юрка Гудзя. Будучи ідейним натхненником популяризації творчості поета, Марія Андріївна Рудак щороку, починаючи з 2007 року, 1 липня до села Немильня (село) Новоград-Волинського району на Житомирщині організовує делегацію творчих особистостей. Серед тих, хто пам'ятає і цінує Юрка Гудзя та його творчість, відомі письменники, професори, поети, літературні критики, працівники культури та науковці з різних міст України. Там відбуваються Всеукраїнські літературні читання «Липневий янгол». За її активного сприяння і участі в Житомирі відкрито пам'ятну дошку на честь видатного українського поета і письменника, художника, філософа, критика, Ґудзя Юрія Петровича на будинку гуртожитку Житомирського автодорожнього коледжу.
Була учасницею 2012—2017 роках художньо-аматорського колективу української народної пісні «Козацька Берегиня» м. Житомира.
Приймала активну участь у реалізації благодійного проєкту для дітей, батьки яких загинули в зоні Антитерористичної операції на сході України, надаючи талановитім дітям можливість проявити свою індивідуальність під час третього Всеукраїнського фестивалю-конкурсу «Візерунки талантів 2015».
Нагороджена медаллю «За любов та жертовність до України» у 2015 році від Української православної церкви Київського патріархату.

## Твори у збірках
- Рудак М. [Добірка віршів] / М. Рудак // Перевесло: літ.-поет. альманах. — Вип. 1. — Житомир: Віче, 2003. — С. 75.
- Рудак М. [Добірка віршів] / М. Рудак // Світло спілкування. — 2007. — № 7. — С. 68-70. — (Літературна сторінка).
- Рудак М. Віхола ; В думках повертаюсь до тебе… : [вірші] / М. Рудак // Парк Шодуара: поетична антологія рідного краю / уклад. В. Бендерська [та ін.]. — Житомир: О. О. Євенок, 2018. — С. 301.
- Рудак М. Декілька штрихів з життя Поетичного братства Юрка Гудзя / М. Рудак // Невимовне: життя і творчість Юрка Гудзя: рецензії, статті, спогади, поезії, листи / упоряд. О. Левченко. — Житомир: Міжнародне поетичне братство Юрка Гудзя, 2012. — С. 148—150.
- Рудак М. Дитяча бібліотека — храм духовності / М. Рудак // Книжковий дім відкритий всім: зб. ст. : до 70-річчя з часу заснування Житомир. обл. б-ки для дітей. — Житомир: Волинь: Рута, 2008. — С. 120—123.
- Рудак М. Загублена душа… : [вірш, присв'яч. Ю. Гудзю] / М. Рудак // Невимовне: життя і творчість Юрка Гудзя: рецензії, статті, спогади, поезії, листи / упоряд. О. Левченко. — Житомир: Міжнародне поетичне братство Юрка Гудзя, 2012. — С. 37.
- Рудак М. Злітає листя у траву: [вірш] / М. Рудак // Житомир TEN: поет. альм. — Житомир: О. О. Євенок, 2018. — С. 40-41.
- Рудак М. Не гасла свічка: [спогади про Юрка Гудзя] / М. Рудак // Невимовне: життя і творчість Юрка Гудзя: рецензії, статті, спогади, поезії, листи / упоряд. О. Левченко. — Житомир: Міжнародне поетичне братство Юрка Гудзя, 2012. — С. 84.
- Рудак М. Незрима нитка пам'ять в'яже… : [вірш про поетичні читання пам'яті Ю. Гудзя в Немильні] / М. Рудак // Невимовне: життя і творчість Юрка Гудзя: рецензії, статті, спогади, поезії, листи / упоряд. О. Левченко. — Житомир: Міжнародне поетичне братство Юрка Гудзя, 2012. — С. 173.
- Рудак М. Партнерам, колегам, друзям, шановним працівникам обласної дитячої бібліотеки з привітаннями / М. Рудак // [[Бібліотеки у збереженні культурної спадщини : матеріали Всеукр. наук.-краєзн. конф., присвяч. 75-й річниці Обл. б-ки для дітей Житомир. облради (26 верес. 2013 р., м. Житомир) / гол. ред. М. Ю. Костриця. – Житомир : М. Косенко, 2013. – 431 с. : іл. – (Наук. зб. "Велика Волинь". пр. Житомир. наук.-краєзн. т-ва дослідників Волині. Вип. 48). – С. 11-14.
- Рудак М. Пісенні льони Івана Сльоти / М. Рудак // А льон цвіте… : спогади про Івана Сльоту. – Житомир : Рута, 2015. – С. 233-234.
- Рудак М. Спогади про Юрка Гудзя / М. Рудак // Невимовне : життя і творчість Юрка Гудзя: рецензії, статті, спогади, поезії, листи / упоряд. О. Левченко. – Житомир : Міжнародне поетичне братство Юрка Гудзя, 2012. – С. 126-128.
- Рудак М. Хтось по тобі заплаче... : Ю. Гудзю : [вірші, присв'ячені Ю. Гудзю] / М. Рудак // Невимовне: життя і творчість Юрка Гудзя: рецензії, статті, спогади, поезії, листи / упоряд. О. Левченко. — Житомир: Міжнародне поетичне братство Юрка Гудзя, 2012. — С. 103.